# Anancistrogera palauensis
Anancistrogera palauensis är en insektsart som beskrevs av Joyce Winifred Vickery och D.K.M. Kevan 1999. Anancistrogera palauensis ingår i släktet Anancistrogera och familjen Gryllacrididae. Inga underarter finns listade i Catalogue of Life.